# Idelber Avelar
Idelber Avelar es un teórico literario y crítico cultural brasileño. Se hizo conocido entre la comunidad académica en el año 2000 por su libro Alegorías de la derrota y entre el público general por su blog, O Biscoito Fino e a Massa,

en el que debate sobre política contingente, cultura popular y literatura. En su obra aborda la representación literaria de las dictaduras latinoamericanas y la forma en que la cultura lidia con sus secuelas.

## Vida
Avelar obtuvo su licenciatura en Literatura Luso-Brasileña en 1990 en la Universidad Federal de Minas Gerais, Brasil. En 1990 se trasladó a Estados Unidos, donde en 1996 obtuvo un doctorado de la Universidad de Duke en Estudios Hispanoamericanos, con su tesis sobre la literatura latinoamericana postdictatorial. Aún en el año 1996, Avelar aceptó oferta de trabajo de la Universidad de Illinois.
En 1999 le fue otorgado el premio Katherine Singer Kovacs que entrega la asociación MLA por Alegorías de la derrota, como libro destacado en el campo de la literatura y cultura latinoamericana.
En 2000, se trasladó a Tulane University, en Nueva Orleans. En 2004, con la publicación de The Letter of Violence: Essays on Narrative, Ethics, and Politics, Avelar fue promovido a Profesor Titular (Full Professor) en Tulane University.
En 2006, Avelar recibió el premio del primer concurso internacional de ensayos de la Cancillería brasileña (Itamaraty) sobre Machado de Assis, con el texto Ritmos do popular no erudito: política e música em Machado de Assis.

En 2009, recibió beca de la American Council of Learned Societies para una investigación sobre masculinidad que ha llevado a artículos sobre Gilberto Freyre, Jorge Luis Borges, Gustavo Ferreyra, Fernando Gabeira, Caio Fernando Abreu y João Gilberto Noll, entre otros. En 2010, Avelar representó América Latina en el 1˚ Encuentro Internacional de Escritores de Ásia, África y América Latina de Fundación Cultural de Incheon, en Corea del Sur. Entre 2009 y 2012, firmó una columna sobre política brasileña, estadounidense y latinoamericana en Revista Fórum.
En noviembre de 2014, se publicaron anónimamente denuncias por "acoso sexual" por parte de Idelber Avelar, acompañadas con copias de mensajes eróticos enviados y recibidos por él en el marco de comunicaciones privadas con dos mujeres. Esto desencadenó una condena virtual al que Avelar respondió en su propio blog. En la justicia, las dos involucradas posteriormente negaron haber sido acosadas y haber publicado los mensajes. Avelar ahora demanda judicialmente algunos de los responsables del movimiento virtual en su contra.
En 2014, Avelar publicó Crônicas do Estado de Exceção con la Editorial Azougue de Río de Janeiro, el libro Crônicas do Estado de Exceção, En 2015 publicó Transculturación en suspenso: Los orígenes de los cánones narrativos colombianos, por el Instituto Caro y Cuervo, de Bogotá.
En 2016 publicó Figuras de la violencia: ensayos sobre narrativa, política y música popular, por la Editorial Palinodia, de Chile. y Transculturación en suspenso: los orígenes de los cánones narrativos colombianos, por el Instituto Caro y Cuervo, de Bogotá.
De 2014 a 2018 Avelar publicó también una serie de artículos sobre el proceso político brasileño reciente en revistas como Luso-Brazilian Review, Transas (Buenos Aires), Lugar Comum (Río de Janeiro) y Journal of Latin American Cultural Studies (Londres).
Actualmente se desempeña como profesor titular en la Universidad de Tulane, con actuación centrada en literatura latinoamericana, teoría crítica y estudios culturales.

## Obra

### Alegorías de la derrota
En su libro más conocido, publicado en 1999, Avelar propone que la escritura de la experiencia de la dictadura se ve obstaculizada por la forma de rememorar propia del mercado. Esta tiende a reemplazar completamente lo viejo por lo nuevo sin ninguna huella que indique la relación entre ambos. A esta forma de memoria Avelar opone la forma alegórica en la que se mantiene el efecto del pasado sobre el presente, aunque sea de forma negativa, como aquello que el pasado tuvo que olvidar para constituirse como tal. En el caso de la dictadura, las torturas, las desapariciones y la violencia ejercida para contener las explosiones sociales del periodo. La escritura alegórica trae al presente el horror de la dictadura e incomoda a la narrativa conciliadora de las transiciones a la democracia.
Avelar conceptualiza en la figura del duelo los discursos sobre las dictaduras que derrocaron a los gobiernos de izquierda de los años sesenta y setenta en América Latina. Existe un trabajo de duelo que oculta la relación entre la dictadura y la democracia que la sucedió. En contra de esta narrativa conciliadora, las novelas de los escritores analizados en el libro desequilibran el discurso postdictatorial al afirmar valores afectivos irreductidubles al intercambio. Es decir, circunstancias que no pueden ser equiparadas a la lógica sustitutiva de la forma de memoria del mercado.

### Figuras de la violencia
En 2004, Avelar publicó The Letter of Violence: Essays on Narrative, Ethics, and Politics, por Palgrave MacMillan, reuniendo ensayos que tratan la intersección entre las dimensiones retórica y política de la violencia.
Aumentada, la obra fue traducida al portugués (UFMG, 2011) y posteriormente al español (Palinodia, 2016) como Figuras de la violencia: Ensayos sobre narrativa, política y música popular.
La conclusión del libro trata del concepto de guerra de sin fin a partir de una lectura de las invasiones estadounidenses a Irak y Afganistán.

### Crônicas do estado de exceção
En diciembre de 2014, Idelber Avelar publicó por la Editorial Azougue, que reúne textos de carácter político. Los textos son ampliaciones de artículos publicados antes en la prensa brasileña, en vehículos como Folha de São Paulo, Revista Fórum e el mismo blog de Avelar,O Biscoito Fino e a Massa.
Los 32 textos de Crônicas do Estado de Exceção están divididos en cuatro partes: EE. UU., Brasil, Palestina y Mundo.
La edición castellana de las Crônicas do Estado de Exceção está siendo preparada por la Editorial Palinodia.

### Transculturación en suspenso
En 2016, Avelar publicó Transculturación en suspenso: los orígenes de los cánones narrativos colombianos, por el Instituto Caro y Cuervo, de Bogotá.
La obra es una lectura de los orígenes de la novelística en cuatro grandes regiones de Colombia: el Caribe, el centro cundinamarquense, incluyendo Bogotá, el Valle del Cauca y Antioquia. Avelar discute la singularidad de Colombia como único país sudamericano no unificado en el siglo XIX, hace un recorrido por las guerras civiles decimonónicas colombianas y discute las cuatro novelas iniciales en el canon de las cuatro grandes regiones.
La conclusión de Avelar subraya la considerable autonomía de las regiones colombianas en el siglo XIX, un caso único en la literatura latinoamericana.

### Libros
- Avelar, Idelber (2000). Alegorías de la derrota: la ficción postdictatorial y el trabajo del duelo. Providencia, Santiago: Editorial Cuarto Propio. ISBN 9562601927.

- Avelar, Idelber (2004). The letter of violence: essays on narrative, ethics, and politics. New York: Palgrave Macmillan. ISBN 9781403967411.

- Avelar, Idelber (2014). Crônicas do estado de exceção (em portugués). Rio de Janeiro: Azougue. ISBN 9788579201561.

- Avelar, Idelber (2016). Transculturación en suspenso: los orígenes de los cánones narrativos colombianos. Bogotá: Instituto Caro y Cuervo. ISBN 9789586113250.

### Artículos seleccionados
- Avelar, Idelber. «Espectros de Marx». Consultado el 6 de septiembre de 2009.
- Avelar, Idelber (2001). «La práctica de la tortura y la historia de la verdad».  En Nelly Richard (ed.), ed. Pensar en/la postdictadura. Editorial Cuarto Propio. Consultado el 6 de octubre de 2012.

- Datos: Q5908269